# Ligue Européenne de BMX 2014
Navigation
2015
La Ligue Européenne de BMX 2014 (2014 BMX European League en anglais) est la première édition de la Ligue Européenne de BMX.
La compétition s'est déroulée du 5 avril au 11 juillet 2014 sur 5 rencontres de 2 jours et 1 terminale, soit 11 manches. Les lieux de compétitions sont Zolder (Belgique), Besançon (France), Grandson (Suisse), Klazienaveen (Pays-Bas), Birmingham (Royaume-Uni) et Roskilde (Danemark).

## Hommes élites

### Résultats
| Lieu                   | Date            | Manche    | Vainqueur        | Deuxième           | Troisième          |
| ---------------------- | --------------- | --------- | ---------------- | ------------------ | ------------------ |
| Zolder Belgique        | 5 avril 2014    | Manche 1  | Jelle van Gorkom | Edzus Treimanis    | Quentin Caleyron   |
| Zolder Belgique        | 6 avril 2014    | Manche 2  | Quentin Caleyron | Amidou Mir         | Bence Bujaki       |
| Besançon France        | 26 avril 2014   | Manche 3  | Joris Daudet     | Edzus Treimanis    | Sylvain André      |
| Besançon France        | 27 avril 2014   | Manche 4  | Joris Daudet     | Sylvain André      | Yoshitaku Nagasako |
| Grandson Suisse        | 17 mai 2014     | Manche 5  | Edzus Treimanis  | Renaud Blanc       | Sylvain André      |
| Grandson Suisse        | 18 mai 2014     | Manche 6  | Edzus Treimanis  | Yoshitaku Nagasako | Vincent Pelluard   |
| Klazienaveen Pays-Bas  | 31 mai 2014     | Manche 7  | Edzus Treimanis  | Sylvain André      | Liam Phillips      |
| Klazienaveen Pays-Bas  | 1er juin 2014   | Manche 8  | Sylvain André    | Liam Phillips      | Yoshitaku Nagasako |
| Birmingham Royaume-Uni | 21 juin 2014    | Manche 9  | Kyle Evans       | Matthew Juster     | Yoshitaku Nagasako |
| Birmingham Royaume-Uni | 22 juin 2014    | Manche 10 | Kyle Evans       | Vincent Pelluard   | Sylvain André      |
| Roskilde Danemark      | 11 juillet 2014 | Manche 11 | Joris Daudet     | Matthew Juster     | Edzus Treimanis    |

### Classement
Le classement s'effectue sur la totalisation des points relatifs aux 9 meilleurs classements du pilote. Les points non-totalisés sont barrés.
| Classement | Pilote                | Total | Drapeau de la Belgique | Drapeau de la Belgique | Drapeau de la France | Drapeau de la France | Drapeau de la Suisse | Drapeau de la Suisse | Drapeau des Pays-Bas | Drapeau des Pays-Bas | Drapeau du Royaume-Uni | Drapeau du Royaume-Uni | Drapeau du Danemark |
| ---------- | --------------------- | ----- | ---------------------- | ---------------------- | -------------------- | -------------------- | -------------------- | -------------------- | -------------------- | -------------------- | ---------------------- | ---------------------- | ------------------- |
| 1          | Edzus Treimanis       | 331   | 35                     | 29                     | 34                   | 30                   | 39                   | 37                   | 39                   | 28                   |                        |                        | 60                  |
| 2          | Sylvain André         | 271   |                        |                        | 31                   | 32                   | 32                   | 21                   | 30                   | 38                   | 21                     | 26                     | 40                  |
| 3          | Vincent Pelluard      | 231   | 21                     | 23                     | 25                   | 25                   | 22                   | 30                   | 22                   | 24                   | 18                     | 28                     | 32                  |
| 4          | Jelle van Gorkom      | 220   | 36                     | 28                     | 27                   | 27                   |                      |                      | 28                   | 28                   |                        |                        | 46                  |
| 5          | Rihards Veide         | 213   | 20                     | 15                     | 22                   | 23                   | 27                   | 25                   | 12                   | 19                   |                        |                        | 50                  |
| 6          | Yoshitaku Nagasako    | 188   | 10                     | 21                     | 20                   | 29                   |                      | 33                   | 19                   | 25                   | 25                     | 6                      |                     |
| 7          | Matthew Juster        | 187   |                        |                        |                      |                      | 16                   | 25                   | 17                   | 19                   | 29                     | 17                     | 64                  |
| 8          | Joris Harmsen         | 181   | 20                     | 21                     | 19                   | 13                   | 26                   | 15                   | 16                   | 21                   |                        |                        | 30                  |
| 9          | Klaus Bogh Andresen   | 172   | 15                     | 11                     | 7                    | 17                   | 10                   | 17                   | 15                   | 17                   | 20                     | 16                     | 44                  |
| 10         | Raymon van der Biezen | 163   | 24                     | 22                     | 19                   | 11                   |                      |                      | 25                   | 12                   |                        |                        | 50                  |

## Femmes élites

### Résultats
| Lieu                   | Date            | Manche    | Vainqueur          | Deuxième           | Troisième          |
| ---------------------- | --------------- | --------- | ------------------ | ------------------ | ------------------ |
| Zolder Belgique        | 5 avril 2014    | Manche 1  | Stefany Hernández  | Simone Christensen | Lieke Klaus        |
| Zolder Belgique        | 6 avril 2014    | Manche 2  | Elke Vanhoof       | Natalia Suvorova   | Simone Christensen |
| Besançon France        | 26 avril 2014   | Manche 3  | Elke Vanhoof       | Eva Ailloud        | Laura Smulders     |
| Besançon France        | 27 avril 2014   | Manche 4  | Elke Vanhoof       | Stefany Hernández  | Eva Ailloud        |
| Grandson Suisse        | 17 mai 2014     | Manche 5  | Caroline Buchanan  | Manon Valentino    | Eva Ailloud        |
| Grandson Suisse        | 18 mai 2014     | Manche 6  | Simone Christensen | Elke Vanhoof       | Magalie Pottier    |
| Klazienaveen Pays-Bas  | 31 mai 2014     | Manche 7  | Caroline Buchanan  | Vilma Rimšaitė     | Judy Baauw         |
| Klazienaveen Pays-Bas  | 1er juin 2014   | Manche 8  | Stefany Hernández  | Elke Vanhoof       | Caroline Buchanan  |
| Birmingham Royaume-Uni | 21 juin 2014    | Manche 9  | Simone Christensen | Eva Ailloud        | Nadja Pries        |
| Birmingham Royaume-Uni | 22 juin 2014    | Manche 10 | Elke Vanhoof       | Simone Christensen | Vilma Rimšaitė     |
| Roskilde Danemark      | 11 juillet 2014 | Manche 11 | Laura Smulders     | Simone Christensen | Manon Valentino    |

### Classement
Le classement s'effectue sur la totalisation des points relatifs aux 9 meilleurs classements du pilote. Les points non-totalisés sont barrés.
| Classement | Pilote             | Total | Drapeau de la Belgique | Drapeau de la Belgique | Drapeau de la France | Drapeau de la France | Drapeau de la Suisse | Drapeau de la Suisse | Drapeau des Pays-Bas | Drapeau des Pays-Bas | Drapeau du Royaume-Uni | Drapeau du Royaume-Uni | Drapeau du Danemark |
| ---------- | ------------------ | ----- | ---------------------- | ---------------------- | -------------------- | -------------------- | -------------------- | -------------------- | -------------------- | -------------------- | ---------------------- | ---------------------- | ------------------- |
| 1          | Elke Vanhoof       | 246   | 22                     | 31                     | 30                   | 31                   | 17                   | 23                   | 19                   | 27                   | 16                     | 27                     | 36                  |
| 2          | Simone Christensen | 240   | 27                     | 24                     | 20                   | 16                   | 22                   | 31                   | 18                   | 18                   | 26                     | 23                     | 48                  |
| 3          | Eva Ailloud        | 180   | 1                      | 10                     | 25                   | 21                   | 24                   | 22                   | 15                   | 15                   | 16                     | 12                     | 30                  |
| 4          | Vilma Rimšaitė     | 142   | 17                     | 18                     | 15                   | 13                   |                      |                      | 24                   | 16                   | 11                     | 16                     | 12                  |
| 5          | Natalia Suvorova   | 140   | 16                     | 24                     | 10                   | 15                   | 15                   | 18                   | 8                    | 16                   |                        |                        | 18                  |
| 6          | Laura Smulders     | 128   |                        |                        | 22                   | 19                   |                      |                      | 13                   | 14                   |                        |                        | 60                  |
| 7          | Stefany Hernández  | 124   | 28                     | 4                      | 19                   | 26                   |                      |                      | 18                   | 29                   |                        |                        |                     |
| 8          | Judy Baauw         | 118   |                        |                        | 11                   | 17                   | 9                    | 11                   | 18                   | 9                    | 12                     | 11                     | 20                  |
| 9          | Magalie Pottier    | 102   |                        |                        | 13                   | 10                   | 16                   | 21                   |                      |                      |                        |                        | 42                  |
| 10         | Aneta Hladíková    | 100   | 15                     | 12                     |                      |                      | 15                   | 15                   | 11                   | 14                   |                        |                        | 18                  |